# Sư tử biển Galápagos
Sư tử biển Galápagos (danh pháp khoa học: Zalophus wollebaeki) là một loài động vật có vú trong họ Otariidae, bộ Ăn thịt. Loài này được Sivertsen mô tả năm 1953.
Loài này chỉ sinh sống sinh sản trên quần đảo Galápagos và số lượng nhỏ hơn trên Isla de la Plata (Ecuador).
Chúng hầu như chỉ ăn cá mòi, sư tử biển Galápagos sư tử biển đôi khi di chuyển 10 đến 15 km từ bờ biển trong nhiều ngày để săn lùng con mồi của chúng. Đây là khi chúng tiếp xúc với động vật ăn thịt lớn nhất: cá mập và cá voi sát thủ. Chấn thương và vết sẹo từ các cuộc tấn công thường có thể nhìn thấy. Trong sự kiện el Niño, xảy ra khi nhiệt độ thay đổi nước và gây biến đổi khí hậu ở Thái Bình Dương, cá nừ xanh và myctophidae cũng được chúng tiêu thụ do sự sụt giảm dân số cá mòi. El Nino gây ra nhiều dân số bị giảm bằng cách thay đổi số lượng thức ăn cho loài sư tử biển này, khiến sư tử biển Galapagos được liệt kê là loài có nguy cơ.

## Hình ảnh

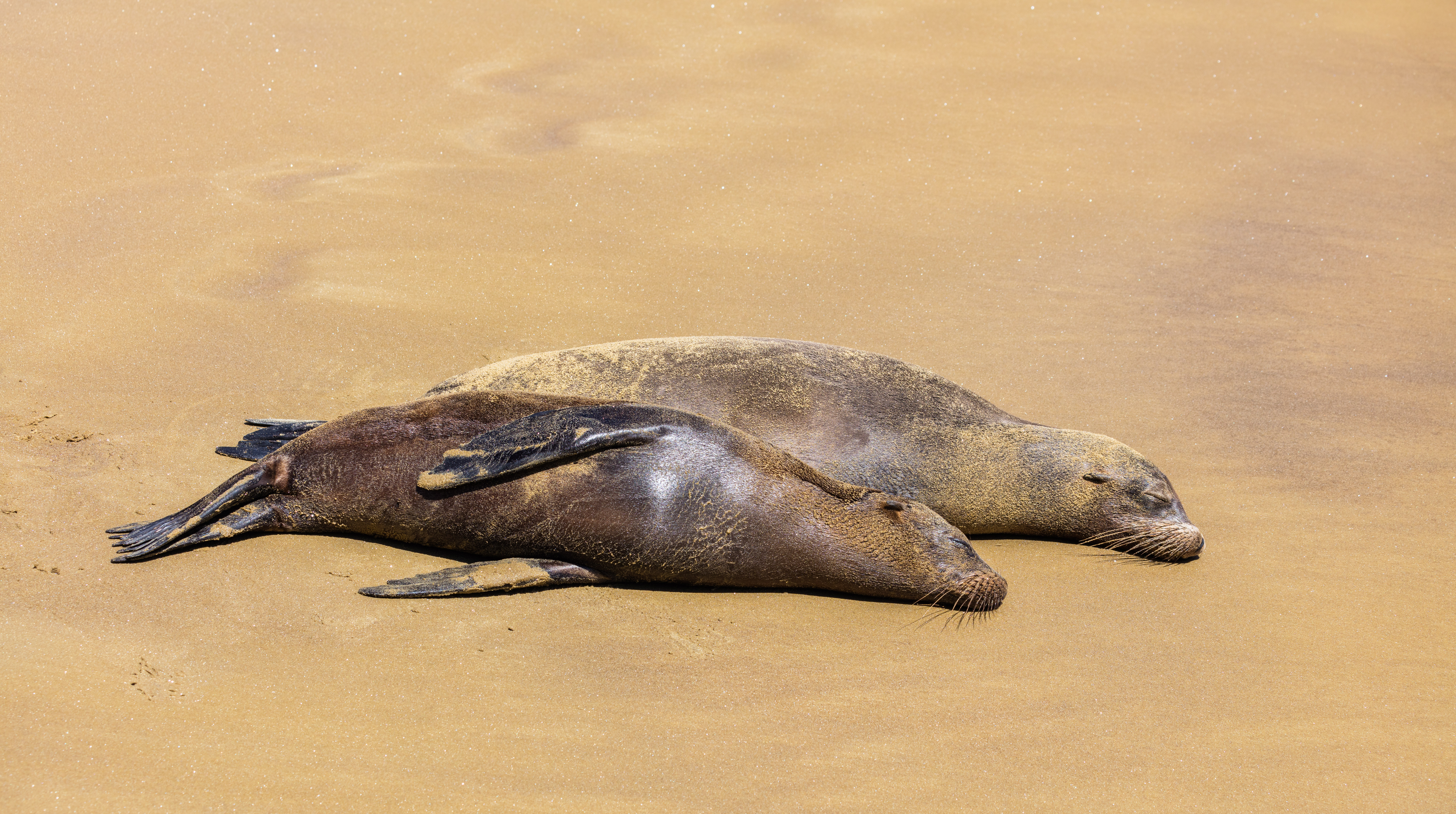
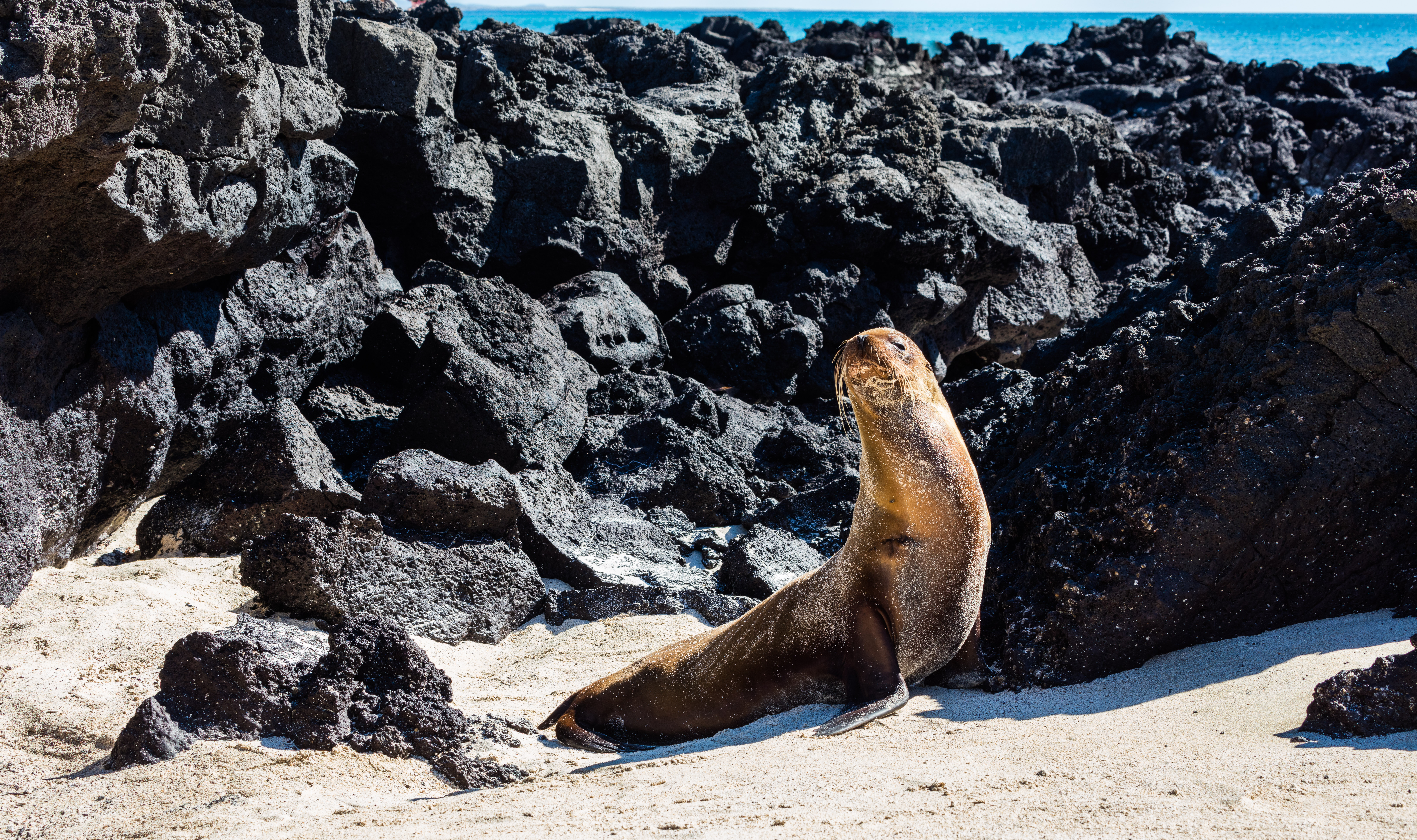
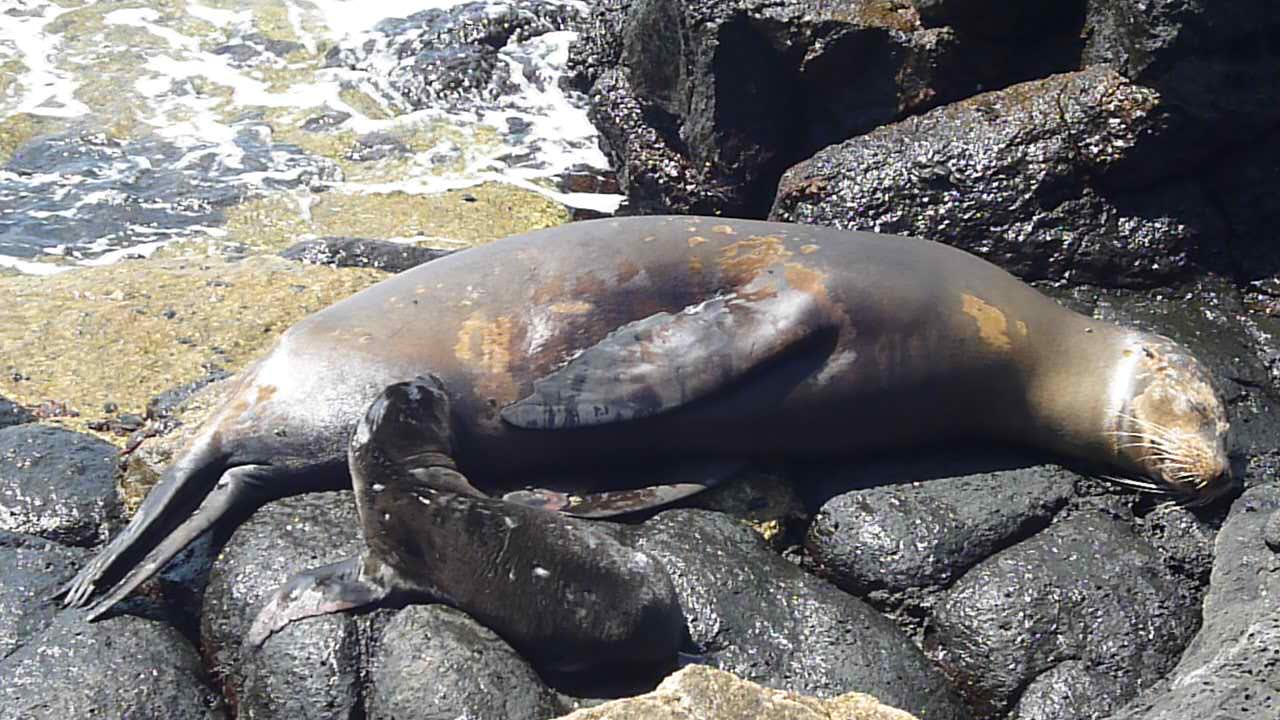
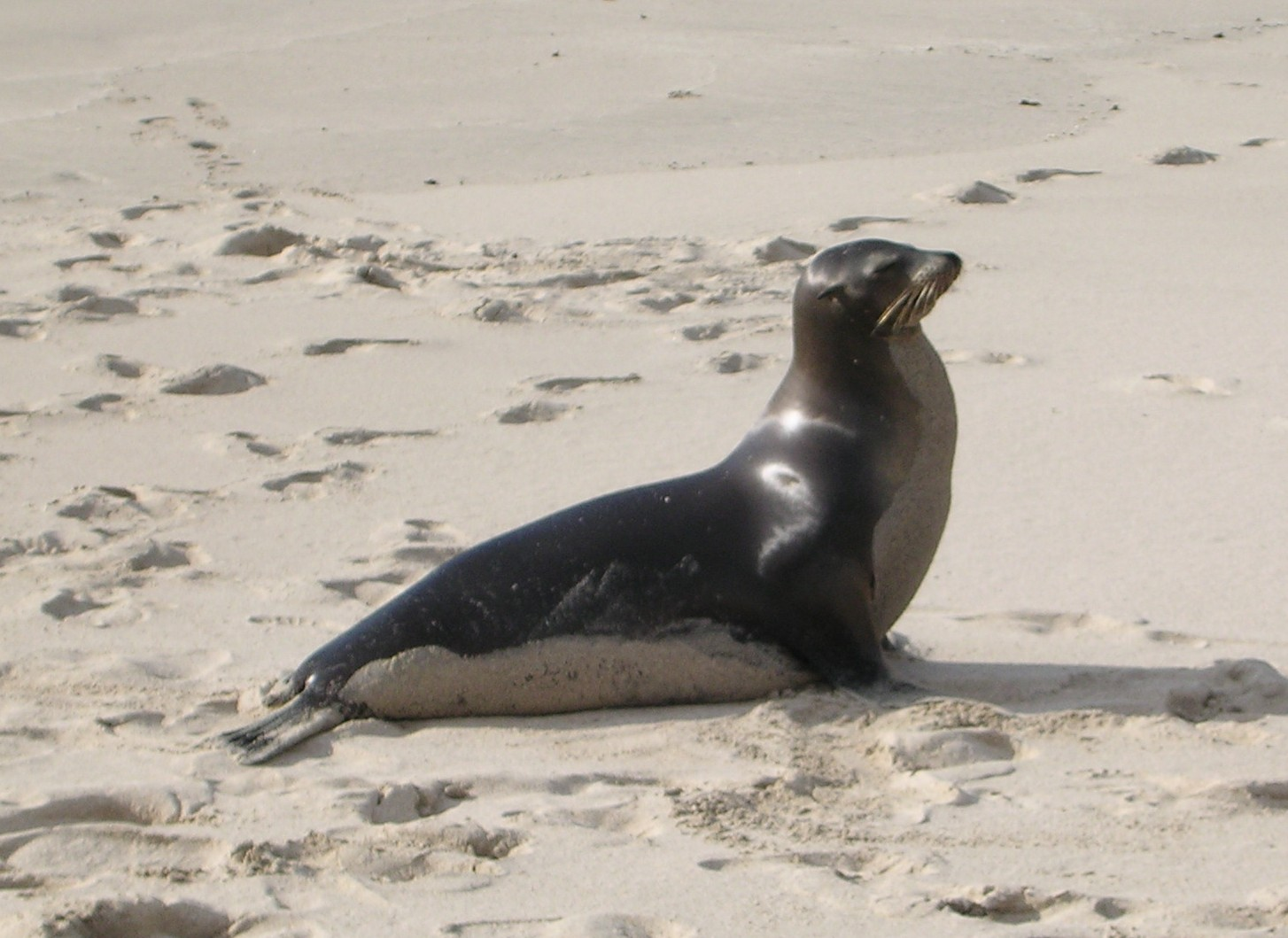
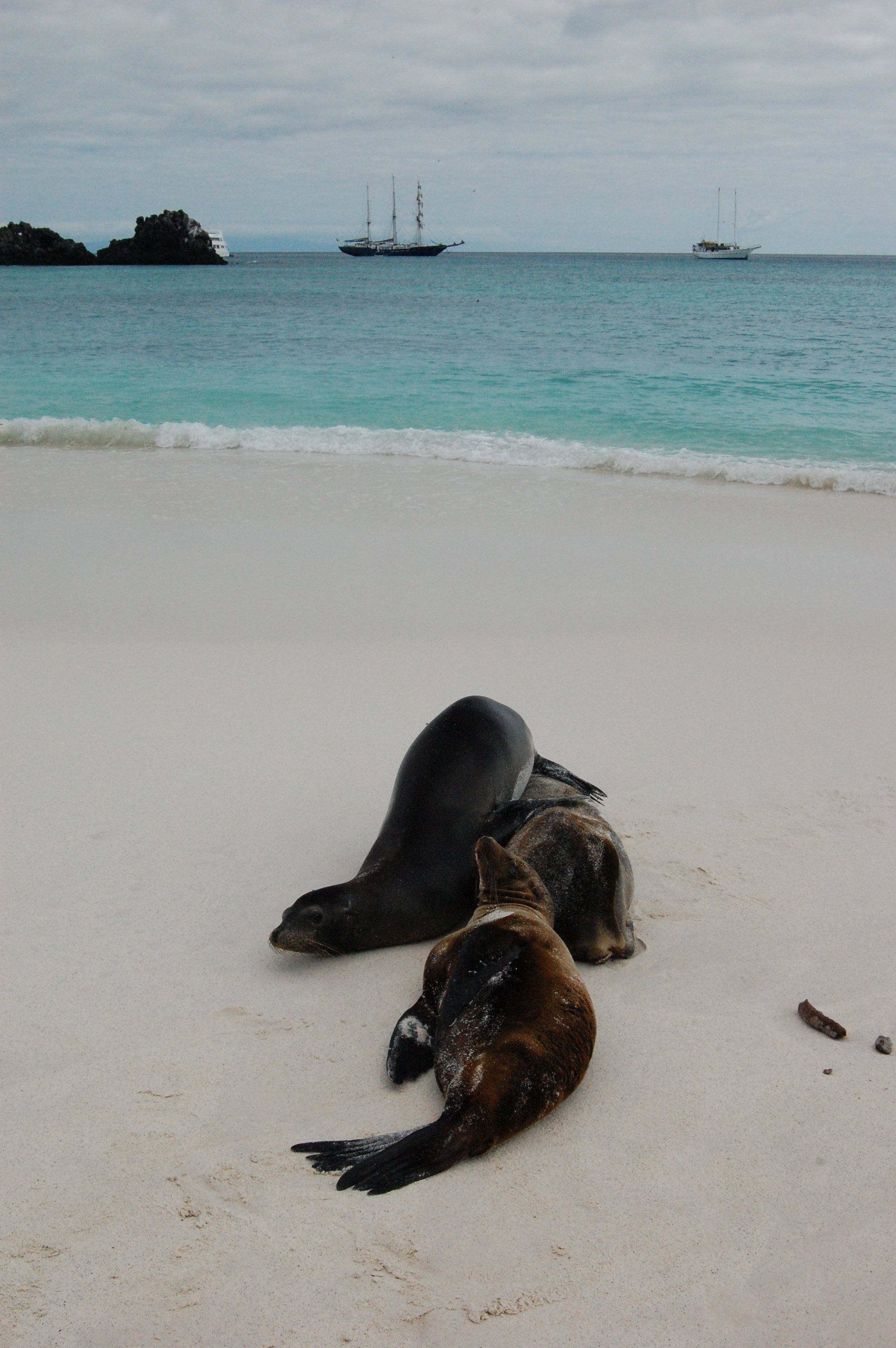
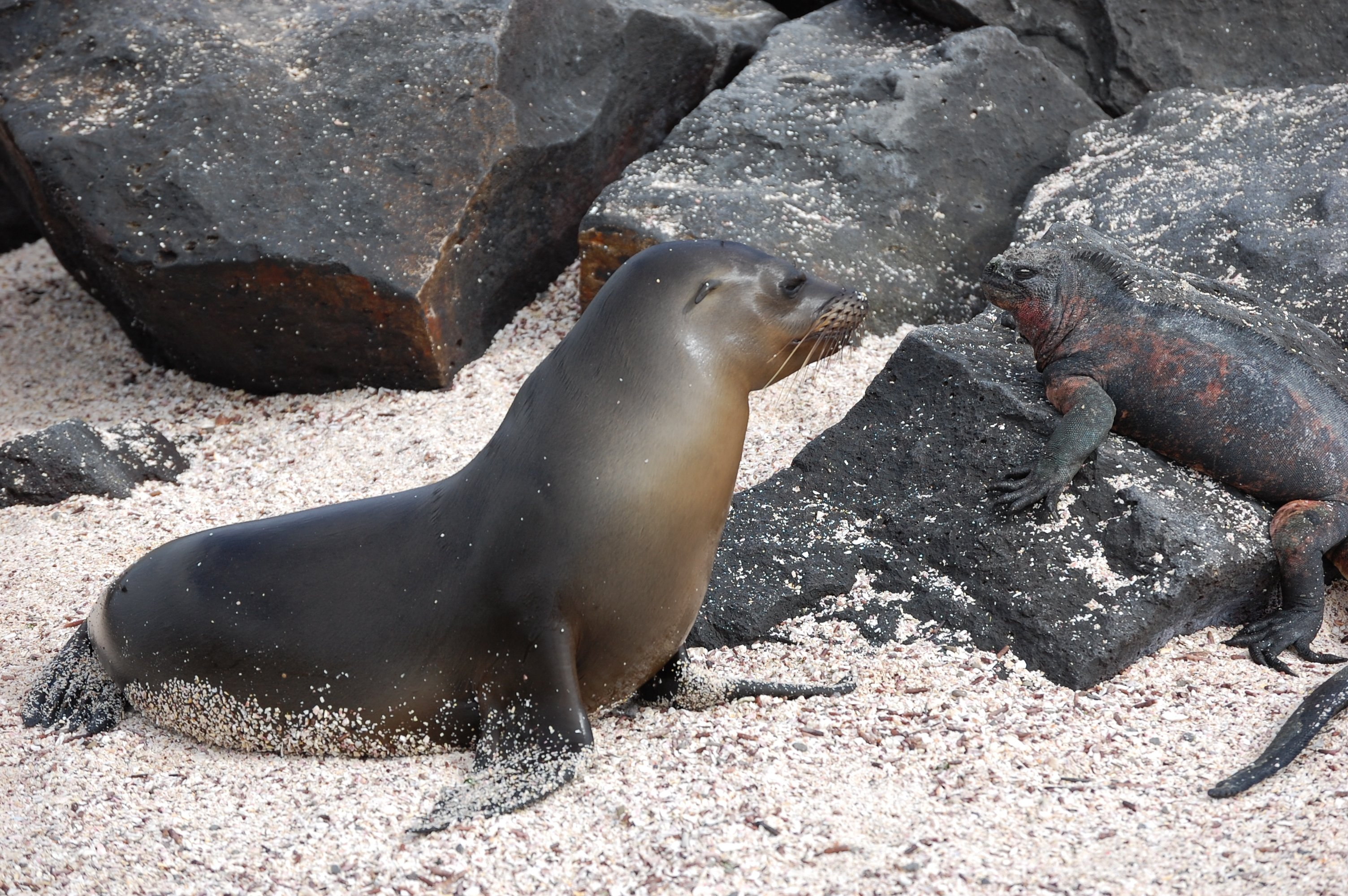